# Jegor Tyimurovics Gajdar
Jegor Tyimurovics Gajdar (oroszul: Егор Тимурович Гайдар; Moszkva, 1956. március 19. – Moszkvai terület, 2009. december 16.) orosz közgazdász, politikus.  Az 1990-es évek elejének egyik legbefolyásosabb orosz gazdaságpolitikusa, akinek kulcsszerepe volt a szovjet tervgazdaság lebontásában és a piaci viszonyok kiépítésében Oroszországban. Nevéhez fűződik az 1990-es évek elejének radikális gazdasági reformja, az ún. „sokkterápia”. 1993–1995, majd 1999–2003 között az orosz parlament alsóháza, az Állami Duma képviselője volt. 1991–1994 között fontos kormányzati tisztségeket töltött be, többek között 1992-ben közel fél évig ügyvivő miniszterelnök is volt.

## Élete
Gajdar két ismert orosz író unokája. Apja, Tyimur Gajdar ellentengernagy, író, a Pravda egykori külföldi katonai tudósítója, Arkagyij Gajdar ismert szovjet író fia. Anyja, Ariadna Pavlovna Bazsova, Pavel Bazsov orosz írónak, az uráli orosz népmesék első irodalmi feldolgozójának a lánya.
Középiskolai tanulmányait kitüntetéssel fejezte be 1973-ban. Ezt követően a Moszkvai Állami Egyetem (MGU) közgazdasági karán tanult, ahol 1978-ban végzett közgazdászként. 1978–1980 között az MGU-n aspiránsként tevékenykedett. 1980-ban védte meg kandidátusi értekezését, melyben a termelési egyesülések közgazdasági számításinál használható paraméterekkel foglalkozott. 1980-ban az MGU közgazdasági karának tudományos munkatársa lett, majd 1986-ig a Szovjet Tudományos Akadémia rendszerkutatásokkal foglalkozó intézetének tudományos segédmunkatársa, később tudományos főmunkatársa volt. Közben, 1983–1985 között a szocialista gazdaságban alkalmazható reformok lehetőségeit tanulmányozó állami bizottságban szakértőként is dolgozott.